# Mashadeajel
Mashadeajel o Mashadajel fue un rey nubio que probablemente gobernó en torno a los siglos II y III.
Hasta ahora solo se le conoce por ser el probable propietario de la pirámide Beg. W113 del cementerio oeste de Meroe. Su nombre está registrado allí en escritura meroítica en un fragmento de una tabla de ofrendas. Sin embargo, su asignación a esta pirámide es dudosa, puesto que la tabla de ofrendas pudo haber sido llevada de un lugar a otro en tiempos antiguos.